# Erie, Pennsylvania
Erie, cunoscut și ca Flagship City (Orașul fanion), datorită prezenței vasului Niagara  a lui Oliver Hazard Perry, este un oraș și sediul comitatului omonim, Erie, statul american Pennsylvania. Orașul mai este cunoscut și ca Gem City (Orașul giuvaer) datorită apelor continuu sclipitoare ale lacului Erie unul din cele cinci Mari Lacuri. . Erie a devenit orașul câștigător al prestigiosului trofeu All-America City Award în 1972.